# Бутарева къща
Бутаревата къща (на гръцки: Οικία Μπουτάρη) е историческа постройка в град Негуш (Науса), Гърция.
Къщата е разположена на улица „Хадзималусис“ № 17 на ъгъла с улица „Андонис Мингас“. Построена е в 1906 година. Собственост е на компанията на Янис Бутарис. Представлява двуетажна сграда, чийто приземен етаж се използвал за съхранение на бъчви с вино. Дървена стълба води на етажа, където има кухня, килер и две стаи. В по-малката стая има вградена камина с двоен корниз, релефна табла с декоративна розета в центъра. На фасадата откъм улица „Хадзималусис“ има изящна желязна врата с правоъгълни и ромбовидни табла, с каменна каса със свод и пиластри. Около прозореца до вратата има два пиластра, а един има на ъгъла. В центъра на фасадата има балкон, обграден с два прозореца. Под единия прозорец има мраморна плоча с годината на изграждане.
В 1984 година къщата е обявена за паметник на културата.